# Диксон, Дес
Де́змонд Ди́ксон (англ. Desmond Dickson; род. 1948, Баллимони) — североирландский футболист, нападающий. Всю карьеру провёл в клубе «Колрейн», был играющим тренером.

## Биография
Дес Диксон по прозвищу «Мясник из Баллимони» была самым результативным бомбардиром Североирландской лиги на протяжении более десяти лет. В 1963 году тренер Берти Пикок пригласил его в «Колрейн», он оставался верным команде, несмотря на интерес со стороны ряда других клубов. За 16 сезонов он забил 439 голов в 609 матчах.
Он играл за юношескую, молодёжную, любительскую сборную Северной Ирландии, сборную Североирландской лиги, а также провёл четыре матча за основную сборную (из «Колрейна» только Феликс Хили сыграл столько же).
Диксон был одним из первых игроков, которые стали носить контактные линзы. Диксон также был играющим тренером «Колрейна» в начале 80-х, в это время клуб боролся за высшие награды чемпионата и квалифицировался в еврокубки.

## Достижения

### Командные
«Колрейн»
- Чемпион Северной Ирландии: 1973/74
- Обладатель Кубка Северной Ирландии (3): 1971/72, 1974/75, 1976/77
- Обладатель Кубка лучшей четвёрки: 1968/69
- Обладатель Городского кубка: 1968/69
- Обладатель Золотого кубка (2): 1969, 1975
- Обладатель Кубка Ольстера (4): 1968/69, 1969/70, 1972/73, 1975/76
- Обладатель Кубка Блэкснит (2): 1968/69, 1969/70
- Обладатель Большого северо-западного кубка (2): 1967/68, 1980/81

### Личные
- Футболист года в Северной Ирландии: 1970
- Лучший бомбардир чемпионата Северной Ирландии (6): 1970, 1972, 1973, 1974, 1976, 1981
- Лучший бомбардир в истории «Колрейна»: 455 голов

## Статистика выступлений
| Клуб             | Сезон            | Лига | Лига | Кубок | Кубок | Кубок Ольстера | Кубок Ольстера | Еврокубки | Еврокубки | Прочие | Прочие | Итого | Итого |
| Клуб             | Сезон            | Игры | Голы | Игры  | Голы  | Игры           | Голы           | Игры      | Голы      | Игры   | Голы   | Игры  | Голы  |
| ---------------- | ---------------- | ---- | ---- | ----- | ----- | -------------- | -------------- | --------- | --------- | ------ | ------ | ----- | ----- |
| Колрейн          | 1966/67          | 0    | 0    | ?     | ?     | ?              | ?              | 0         | 0         | 1      | 1      | ?     | ?     |
| Колрейн          | 1967/68          | ?    | ?    | ?     | ?     | ?              | ?              | 0         | 0         | 2+     | 1+     | ?     | ?     |
| Колрейн          | 1968/69          | ?    | ?    | ?     | ?     | ?              | ?              | 0         | 0         | 2+     | 1+     | ?     | ?     |
| Колрейн          | 1969/70          | ?    | 21   | ?     | ?     | ?              | ?              | 4         | 4         | ?      | ?      | ?     | ?     |
| Колрейн          | 1970/71          | ?    | ?    | ?     | ?     | ?              | ?              | 4         | 3         | ?      | ?      | ?     | ?     |
| Колрейн          | 1971/72          | ?    | 15   | ?     | ?     | ?              | ?              | 0         | 0         | ?      | ?      | ?     | ?     |
| Колрейн          | 1972/73          | ?    | ?    | ?     | ?     | ?              | ?              | 0         | 0         | 2+     | ?      | ?     | ?     |
| Колрейн          | 1973/74          | ?    | 23   | ?     | ?     | ?              | ?              | 0         | 0         | ?      | ?      | ?     | ?     |
| Колрейн          | 1974/75          | ?    | ?    | ?     | ?     | ?              | ?              | 2         | 0         | ?      | ?      | ?     | ?     |
| Колрейн          | 1975/76          | ?    | 23   | ?     | ?     | ?              | ?              | 2         | 0         | ?      | ?      | ?     | ?     |
| Колрейн          | 1976/77          | ?    | 15   | ?     | ?     | ?              | ?              | 0         | 0         | ?      | ?      | ?     | ?     |
| Колрейн          | 1977/78          | ?    | ?    | ?     | ?     | ?              | ?              | 2         | 0         | ?      | ?      | ?     | ?     |
| Колрейн          | 1978/79          | ?    | ?    | ?     | ?     | ?              | ?              | 0         | 0         | ?      | ?      | ?     | ?     |
| Колрейн          | 1979/80          | ?    | 15   | ?     | ?     | ?              | ?              | 0         | 0         | 1+     | ?      | ?     | ?     |
| Колрейн          | 1980/81          | ?    | 18   | ?     | ?     | ?              | ?              | 0         | 0         | ?      | ?      | ?     | ?     |
| Колрейн          | 1981/82          | ?    | ?    | ?     | ?     | ?              | ?              | 0         | 0         | ?      | ?      | ?     | ?     |
| Колрейн          | 1982/83          | ?    | ?    | ?     | ?     | ?              | ?              | 2         | 0         | ?      | ?      | ?     | ?     |
| Всего за карьеру | Всего за карьеру | 272  | 220  | 52    | 29    | 134            | 108            | 16        | 7         | 142    | 91     | 616   | 455   |